# Ezio Fiori
Ezio Fiori (Calalzo di Cadore, 25 ottobre 1949) è un bobbista italiano.

## Biografia
Ai Campionati mondiali di bob 1975 a Cervinia giunse 10° in coppia con Enzo Vicario e 9° nel bob a quattro con Giorgio Alverà, Franco Balza e Mario Armano.
Partecipò con la Nazionale di bob dell'Italia alle Olimpiadi di Innsbruck 1976, classificandosi all'11º posto nel bob a quattro con Nevio De Zordo, Roberto Porzia e Lino Benoni, mentre nel bob a due giunse al 16º posto con Nevio De Zordio.